# Живојин Ајданић
Живојин Жика Ајданић (Косовска Митровица, 1920 – Приштина, 3. новембар 1983) био је пионир фотографије на Косову и Метохији после Другог светског рата и новинар Јединства.

## Биографија
Један је од најстаријих радника Јединства у Приштини, коме се придружио у Призрену, 1946. године. Осим што је фотоапаратом помно бележио израстање Косова и Метохије из поратног сиромаштва, неразвијености и беде, он се и на друге начине трудио да лист благовремено допре до читалаца, о чему сведоче текстови новинара поводом разних годишњица „Јединства“, међу њима и Данице Мићковић, једне од најбољих новинарки које је „Јединство“ имало. Рођен је 1920. године у Косовској Митровици. Рано је остао без оца, па је детињство и младост провео код очуха Васа Радуловића у Пећи, првог фотографа на Балкану. Код њега је изучио фотографски занат коме је остао веран до краја живота. Био је активни члан скојевске организације у Пећи од 1937. године, а уочи рата постао је члан КПЈ. 
Новинском фотографијом бавио се и током рата, а професионално од 1947. године, када ради истовремено за листове Јединство и Рилиндју који су излазили у оквиру ондашњег Одељења за агитацију и пропаганду Обласног комитета КПЈ за Косово и Метохију, чији је руководилац био Мита Миљковић. Био је учитељ фотографије свим потоњим фоторепортерима на Косову и Метохији. Мало се фоторепортера у земљи може похвалити да им је неки водећи лист у свету објавио фотографију. Жику Ајданића је звао Њујорк тајмс и тражио фотографију коју је Жика послао и она се нашла у овом тиражном америчком листу. 
Умро је 3. новембра 1983. године у Приштини и сахрањен на Православном гробљу у овом граду. 
После његове смрти Удружење новинара Косова установило је годишњу награду за новинску фотографију која носи његово име.

## Награде и признања
- Орден братства и јединства са сребрним венцем
- Ордена рада,
- Награда за животно дело Удружења новинара Косова,